# Dalong (sockenhuvudort i Kina, Jiangxi Sheng, lat 29,74, long 116,38)
Dalong är en sockenhuvudort i Kina. Den ligger i provinsen Jiangxi, i den sydöstra delen av landet, omkring 130 kilometer norr om provinshuvudstaden Nanchang. Antalet invånare är 12 464. Befolkningen består av 6 116 kvinnor och 6 348 män. Barn under 15 år utgör 22,0 %, vuxna 15-64 år 68 %, och äldre över 65 år 9,0 %.
Runt Dalong är det tätbefolkat, med 530 invånare per kvadratkilometer. Närmaste större samhälle är Fuxing, 18,2 km norr om Dalong. I omgivningarna runt Dalong växer i huvudsak blandskog.
Genomsnittlig årsnederbörd är 2 094 millimeter. Den regnigaste månaden är maj, med i genomsnitt 371 mm nederbörd, och den torraste är januari, med 69 mm nederbörd.